# Csibrák
Csibrák is een plaats (község) en gemeente in het Hongaarse comitaat Tolna. Csibrák telt 430 inwoners (2001).